# Alfredo Kraus
Alfredo Kraus Trujillo (24. listopadu 1927 Las Palmas de Gran Canaria – 10. září 1999 Madrid) byl španělský operní pěvec, tenor. Proslavil se především v belcantových rolích. K jeho nejslavnějším partům patřila titulní role v Massenetově opeře Werther.

## Život
Narodil se na Kanárských ostrovech. Jeho otec byl Rakušan, matka Španělka. V roce 1956 prožil profesionální debut v Káhiře jako vévoda v Rigolettovi. V roce 1958 zpíval Alfreda ve Verdiho La traviatě na prknech Teatro Nacional de São Carlos v Lisabonu, po boku Marie Callasové. Byla pořízena a vydána i nahrávka této inscenace. V Covent Garden debutoval v roce 1959 jako Edgardo v Donizzetiho opeře Lucie z Lammermooru, v La Scale o rok později jako Elvino v Belliniho opeře La sonnambula. Americký debut absolvoval v roce 1962 v Lyric Opera v Chicagu, v Metropolitní opeře v New Yorku prvně vystoupil v roce 1966 jako Rigoletto. Po celý život se rovněž věnoval specificky španělskému žánru zarzuela, vystupoval s těmito písněmi po Španělsku a vydal i několik nahrávek. Na jevištích stál až téměř do své smrti.
V roce 1991 získal Cenu prince asturského (dnes Cena kněžny asturské). V roce 1997 otevřelo jeho domovské město Las Palmas de Gran Canaria koncertní sál nazvaný na jeho počest Auditorium Alfreda Krause.